# جولي روسو
جولي روسو (بالإنجليزية: Julie Rousseau)‏ هي مدربة كرة سلة أمريكية، ولدت في عقد 1960 في لوس أنجلوس في الولايات المتحدة.

## روابط خارجية
- جولي روسو على موقع سبورتس رفرنس (الإنجليزية)